# Tshomlee Go
Tshomlee Go (13 januari 1981) is een Filipijns taekwondoka.
Go behaalde diverse goede resultaten in zijn taekwondo-carrière. Zo won hij zowel in 2005 als in 2007 de gouden medaille op de Zuidoost-Aziatische Spelen in de categorie -67kg. Op de Aziatische Spelen 2006 in Doha behaalde hij een zilveren medaille in de categorie bantamgewicht en bij het wereldkampioenschap taekwondo in 2007 werd hij derde en op de Aziatische Spelen 2010 in Kanton behaalde hij ook brons.

## Olympische Spelen 2004
Go deed in 2004 mee aan de Olympische Zomerspelen 2004 in Athene. Hij verloor er zijn eerste partij tegen de Spanjaard Juan Ramos nipt met 6-7. Hij eindigde hierdoor als 11e in de eindrangschikking.

## Olympische Spelen 2008
Go plaatste zich voor de Olympische Zomerspelen 2008 in Peking door een derde plaats op het wereldkampioenschap in Manchester. Go werd net als collega-taekwondoka Mary Antoinette Rivero een van de Filipijnse deelnemers aan de Spelen van 2008 die in eigen land een goede kans worden toegedicht om een medaille te behalen. Go bereidde zich samen met Rivero voor op de Olympische Spelen door een drie maanden durende trainingsstage in Zuid-Korea, waar hij onder andere deelnam aan oefeningen samen met Zuid-Koreaanse mariniers. Het resultaat viel echter tegen. Go verloor net als in 2004 nipt in de 1e ronde. Ditmaal was de Australiër Ryan Carneli de sterkste met 0-1.